# Davis Wade Stadium
Le Davis Wade Stadium est un stade de football américain situé sur le campus de l'Université d'État du Mississippi à Starkville au Mississippi.
C'est l'enceinte utilisée par les Mississippi State Bulldogs. Ce stade qui offre une capacité de 61 337 places est la propriété de l'Université d'État du Mississippi.
Des travaux d'aménagements et rénovations du stade portèrent la capacité à 60 311 places en 2014.